# Marchamp
Pour les articles homonymes, voir Marchamp (homonymie).
Pour les articles ayant des titres homophones, voir Marchant et Marchand.
Marchamp est une commune française située dans le département de l'Ain, en région Auvergne-Rhône-Alpes.

## Géographie
- Hameau de Cerin.

### Climat
Pour des articles plus généraux, voir Climat d'Auvergne-Rhône-Alpes et Climat de l'Ain.
En 2010, le climat de la commune est de type climat de montagne, selon une étude du CNRS s'appuyant sur une série de données couvrant la période 1971-2000. En 2020, Météo-France publie une typologie des climats de la France métropolitaine dans laquelle la commune est exposée à un climat de montagne ou de marges de montagne et est dans la région climatique Alpes du nord, caractérisée par une pluviométrie annuelle de 1 200 à 1 500 mm, irrégulièrement répartie en été.
Pour la période 1971-2000, la température annuelle moyenne est de 9,5 °C, avec une amplitude thermique annuelle de 17,1 °C. Le cumul annuel moyen de précipitations est de 1 491 mm, avec 11,7 jours de précipitations en janvier et 8,6 jours en juillet. Pour la période 1991-2020, la température moyenne annuelle observée sur la station météorologique de Météo-France la plus proche, sur la commune de Montagnieu à 6 km à vol d'oiseau, est de 12,4 °C et le cumul annuel moyen de précipitations est de 1 099,9 mm,. Pour l'avenir, les paramètres climatiques de la commune estimés pour 2050 selon différents scénarios d'émission de gaz à effet de serre sont consultables sur un site dédié publié par Météo-France en novembre 2022.

## Urbanisme

### Typologie
Au 1er janvier 2024, Marchamp est catégorisée commune rurale à habitat dispersé, selon la nouvelle grille communale de densité à 7 niveaux définie par l'Insee en 2022.
Elle est située hors unité urbaine et hors attraction des villes,.

### Occupation des sols
L'occupation des sols de la commune, telle qu'elle ressort de la base de données européenne d’occupation biophysique des sols Corine Land Cover (CLC), est marquée par l'importance des forêts et milieux semi-naturels (67,4 % en 2018), en diminution par rapport à 1990 (69,2 %). La répartition détaillée en 2018 est la suivante : 
forêts (67,4 %), zones agricoles hétérogènes (32,6 %).
L'évolution de l’occupation des sols de la commune et de ses infrastructures peut être observée sur les différentes représentations cartographiques du territoire : la carte de Cassini (XVIIIe siècle), la carte d'état-major (1820-1866) et les cartes ou photos aériennes de l'IGN pour la période actuelle (1950 à aujourd'hui).

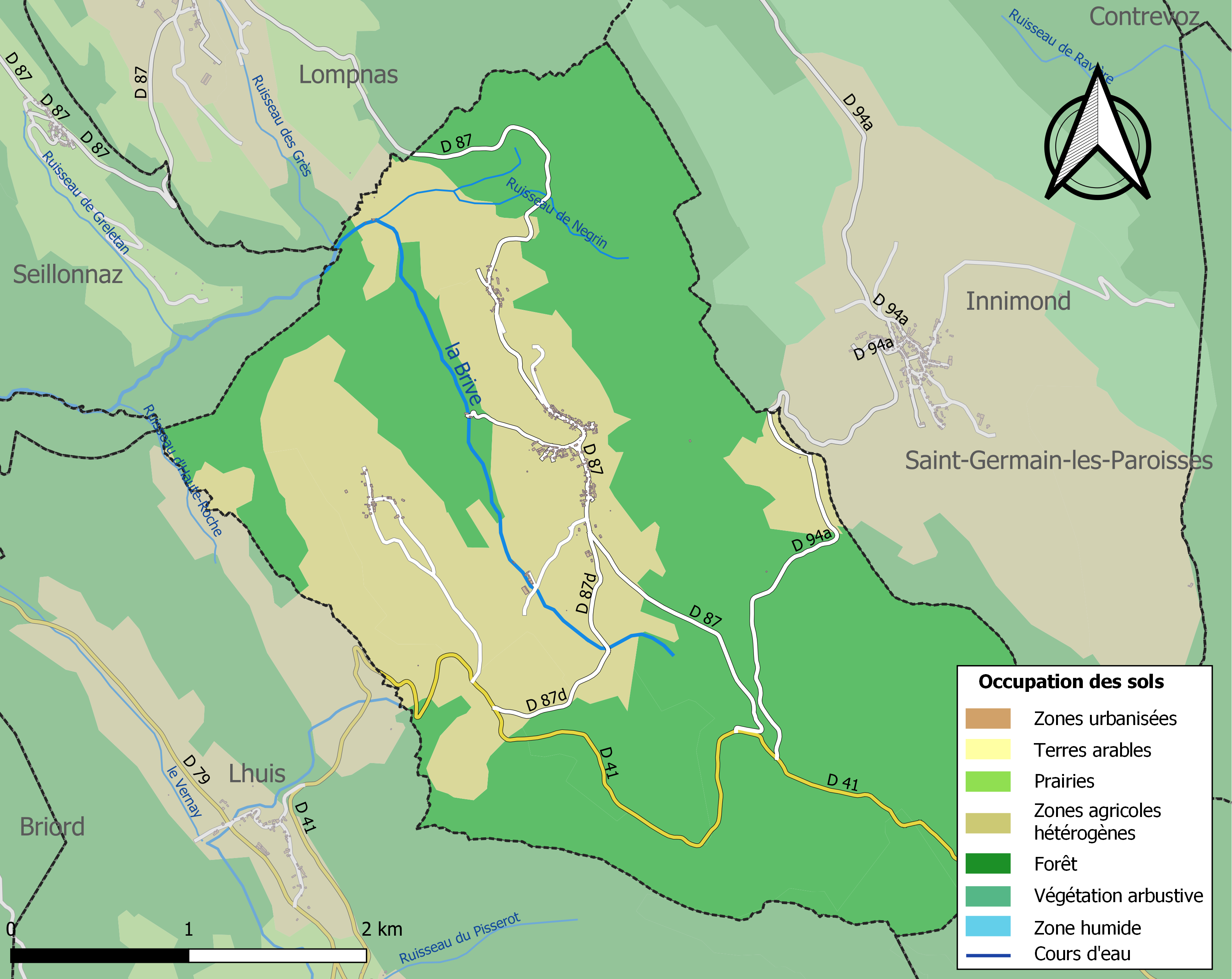
Carte des infrastructures et de l'occupation des sols de la commune en 2018 (CLC).

## Toponymie
Marchamp est attestée sous les formes Marchantiaci en 859, Marchaant en 1136 et Marchant en 1220. Selon le linguiste Jacques Lacroix, on a affaire à un ancien composé gaulois *Maro-canto, ayant désigné un lieu de la « Grande Frontière » (celtique « mãros » : « grand » + thème « canto » : « bord », et par extension « limite », « frontière »). La localité se trouvait autrefois dans la zone limitrophe de trois peuples gaulois : les Ambarres, les Allobroges et les Séquanes.

## Histoire
En 1813, Claude Chabonnat, un garçon âgé de 11 ans conduisant le troupeau de mouton familial, fut attaqué par un loup. Voyant que le loup s'en prenait aux bêtes, Chabonnat lui asséna moult coups de bâton aidé par son chien. Le loup s'en pris alors au garçon, le mordant au bras mais ce dernier réussit à l'assommer. Claude Chabonnat reçut une récompense encore inconnue à ce jour.

## Politique et administration

### Découpage territorial
La commune de Marchamp est membre de la communauté de communes de la Plaine de l'Ain, un établissement public de coopération intercommunale (EPCI) à fiscalité propre créé le 15 décembre 2002 dont le siège est à Chazey-sur-Ain. Ce dernier est par ailleurs membre d'autres groupements intercommunaux.
Sur le plan administratif, elle est rattachée à l'arrondissement de Belley, au département de l'Ain et à la région Auvergne-Rhône-Alpes. Sur le plan électoral, elle dépend du  canton de Lagnieu pour l'élection des conseillers départementaux, depuis le redécoupage cantonal de 2014 entré en vigueur en 2015, et de la cinquième circonscription de l'Ain  pour les élections législatives, depuis le dernier découpage électoral de 2010.

### Administration municipale
| Période                                  | Période  | Identité      | Étiquette | Qualité          |
| ---------------------------------------- | -------- | ------------- | --------- | ---------------- |
| juin 1995                                | En cours | Jean Marcelli | SE        | Expert comptable |
| Les données manquantes sont à compléter. |          |               |           |                  |

## Démographie
L'évolution du nombre d'habitants est connue à travers les recensements de la population effectués dans la commune depuis 1793. Pour les communes de moins de 10 000 habitants, une enquête de recensement portant sur toute la population est réalisée tous les cinq ans, les populations de référence des années intermédiaires étant quant à elles estimées par interpolation ou extrapolation. Pour la commune, le premier recensement exhaustif entrant dans le cadre du nouveau dispositif a été réalisé en 2007.

En 2022, la commune comptait 135 habitants, en évolution de +3,05 % par rapport à 2016 (Ain : +5,15 %, France hors Mayotte : +2,11 %).
| 1793 | 1800 | 1806 | 1821 | 1831 | 1836 | 1841 | 1846 | 1851 |
| ---- | ---- | ---- | ---- | ---- | ---- | ---- | ---- | ---- |
| 466  | 303  | 502  | 473  | 573  | 528  | 554  | 564  | 593  |

| 1856 | 1861 | 1866 | 1872 | 1876 | 1881 | 1886 | 1891 | 1896 |
| ---- | ---- | ---- | ---- | ---- | ---- | ---- | ---- | ---- |
| 558  | 500  | 505  | 476  | 480  | 432  | 431  | 420  | 414  |

| 1901 | 1906 | 1911 | 1921 | 1926 | 1931 | 1936 | 1946 | 1954 |
| ---- | ---- | ---- | ---- | ---- | ---- | ---- | ---- | ---- |
| 379  | 385  | 344  | 287  | 257  | 231  | 235  | 238  | 201  |

| 1962 | 1968 | 1975 | 1982 | 1990 | 1999 | 2006 | 2007 | 2012 |
| ---- | ---- | ---- | ---- | ---- | ---- | ---- | ---- | ---- |
| 175  | 145  | 113  | 106  | 106  | 108  | 112  | 112  | 129  |

| 2017 | 2022 | - | - | - | - | - | - | - |
| ---- | ---- | - | - | - | - | - | - | - |
| 131  | 135  | - | - | - | - | - | - | - |

## Économie
Le territoire de la commune appartient à l'aire géographique AOC de fabrication du comté.

## Lieux et monuments
- Cascade du Martinet.
- Église romane Saint-Maurice.
- Chapelle de Vercraz.

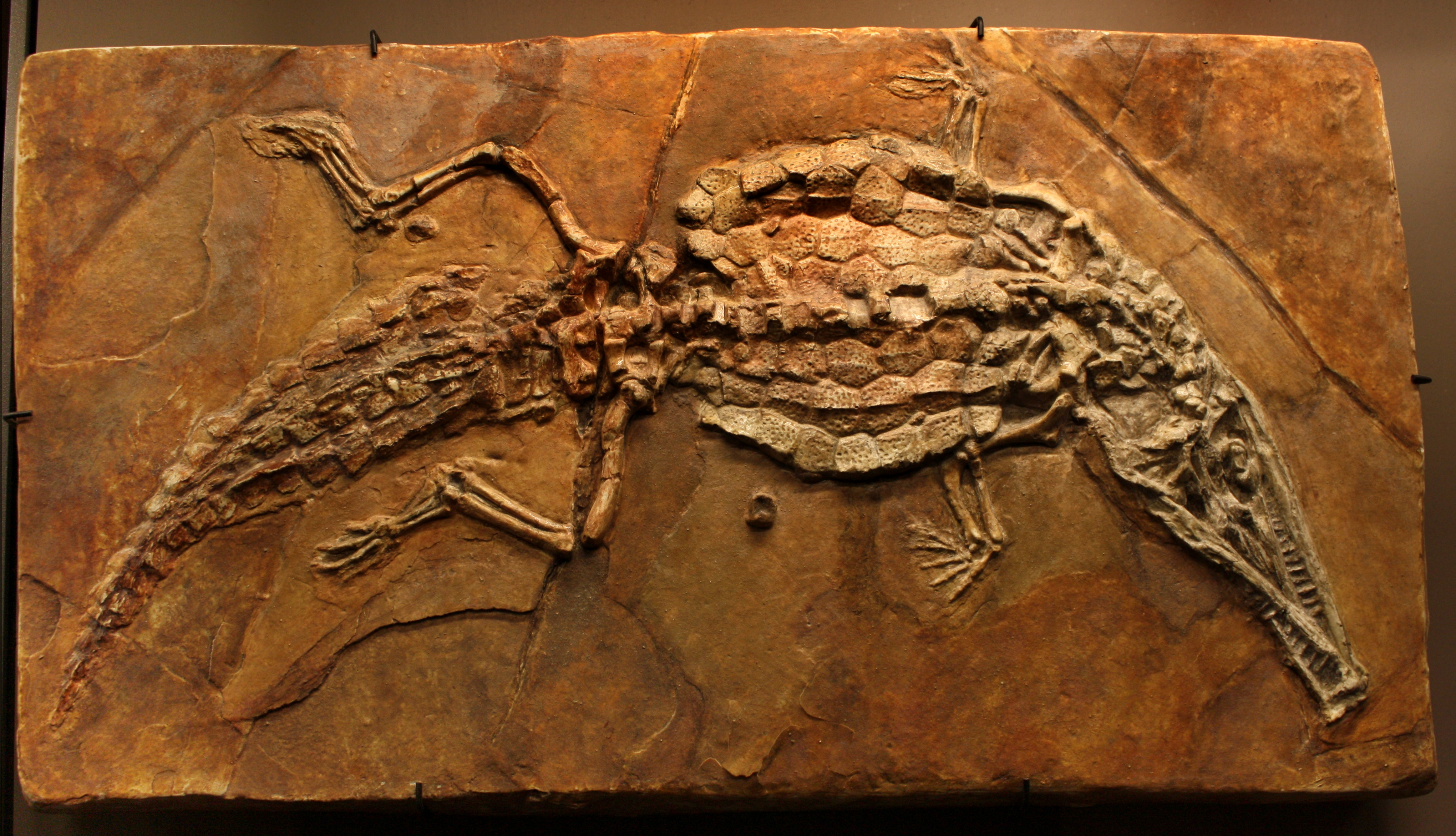
Moulage d'un Crocodileimus robustus issu du site paléontologique de Cerin.

- Musée paléoécologique de Cerin lié au site paléontologique de Cerin.
- Tourbière de Cerin.
- Montagne de Tentanet.

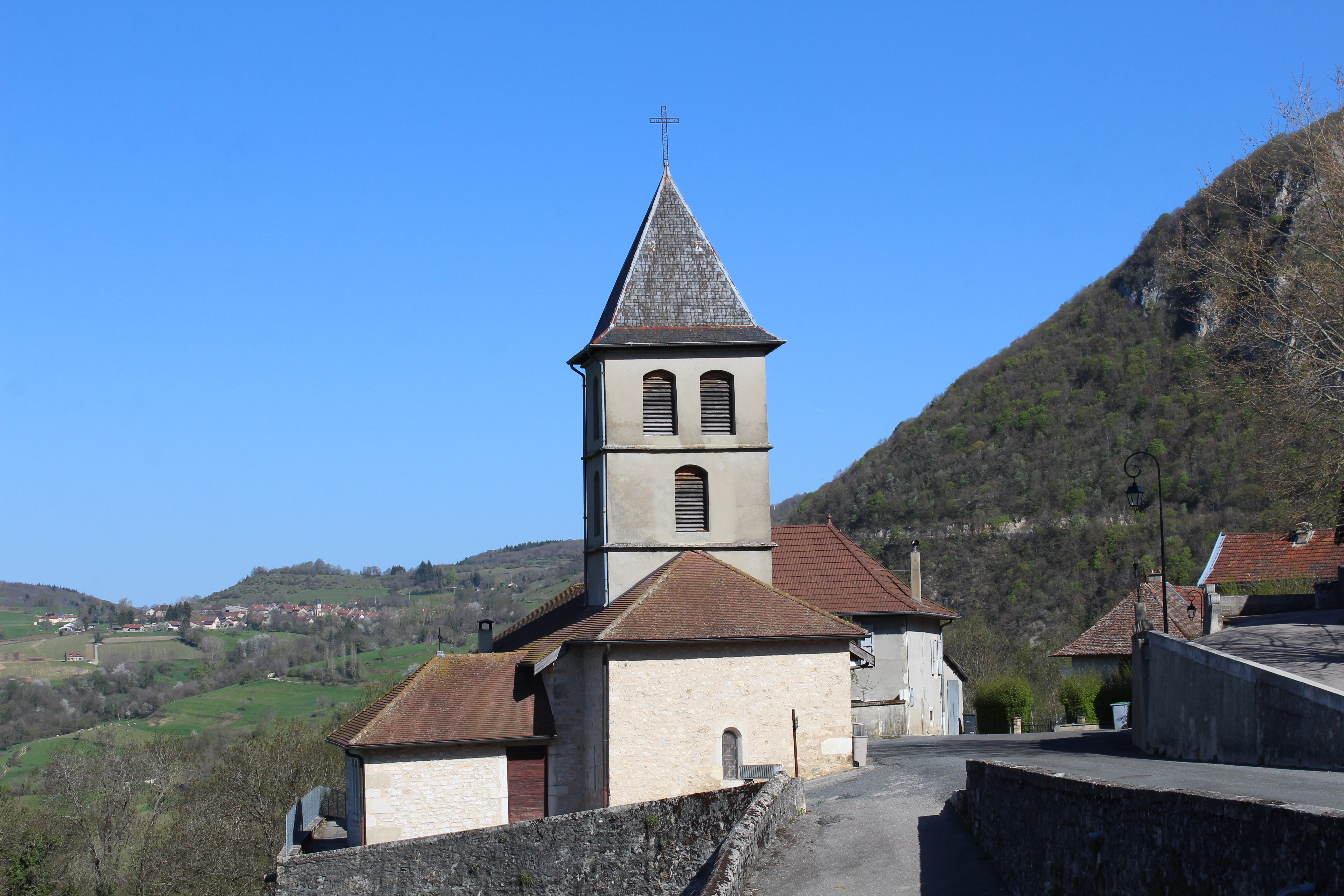
Église Saint-Maurice de Marchamp.
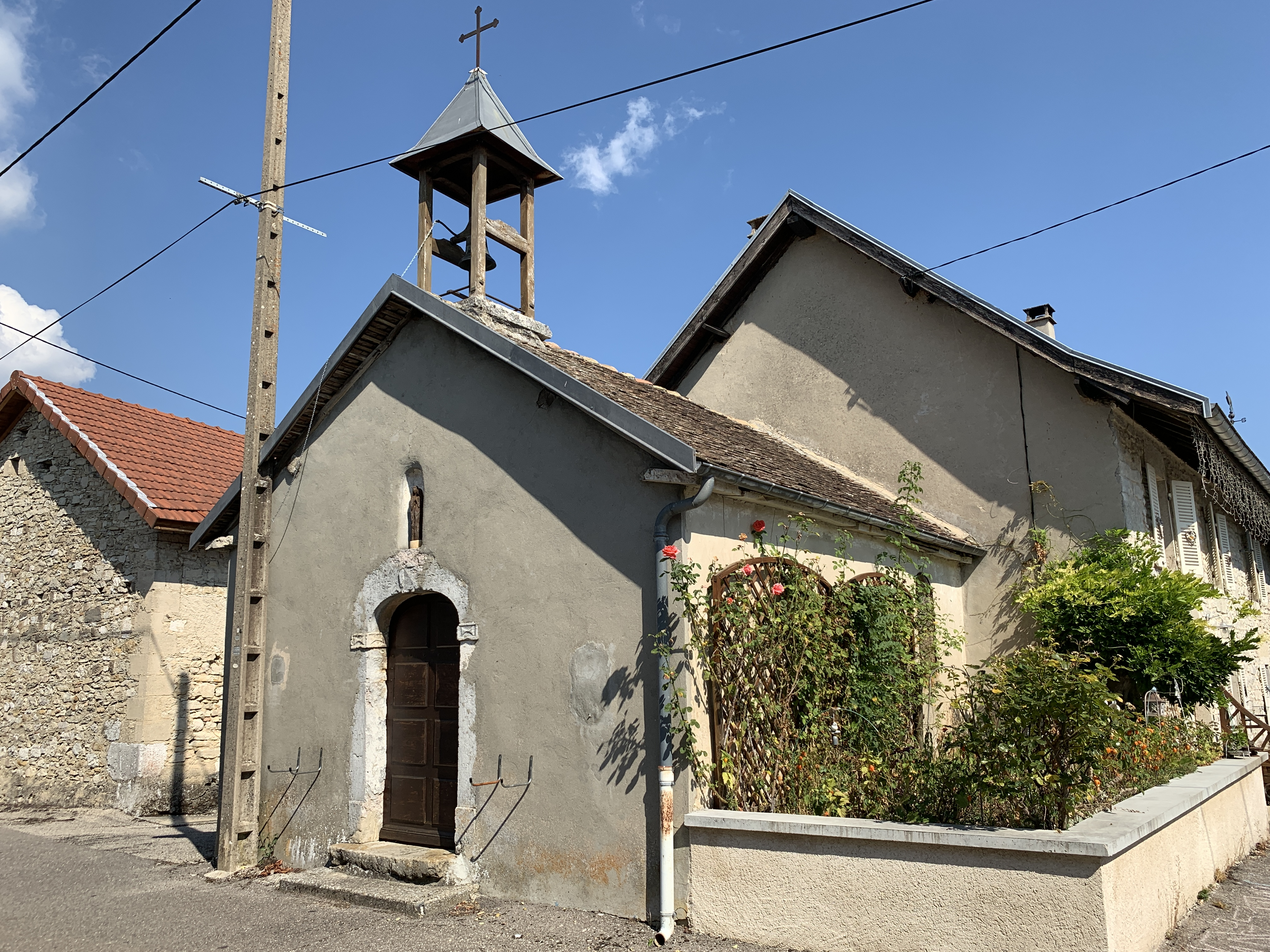
Chapelle de Vercraz.